# 周振中
周振中（1936年3月—2018年9月8日），男，汉族，吉林白城人，中华人民共和国政治人物，曾任宁夏回族自治区政协副主席，民建宁夏区委会主委。